# Liu Tong
Liu Tong (en chino, 刘彤; pinyin, Liú Tóng) (Shandong, China, 4 de noviembre de 1993), también conocido como Tonny Liu, es un actor y modelo chino, principalmente conocido por su papel del príncipe Zi Yu en la serie web Men with Sword 2, y más recientemente por su rol de Tong Qiu Bai en Young Blood Agency.

## Biografía
Liu Tong nació el 4 de noviembre de 1993 en la provincia de Shandong, China. Debutó como actor en 2017, interpretando un rol secundario en la serie Painting Heart Expert. Más adelante ese mismo año, ganaría reconocimiento tras interpretar al príncipe Zi Yu en la segunda temporada de la serie web Men with Sword. Dicha temporada fue filmada entre febrero y marzo de 2017, y estrenada el 15 de junio. En 2018, Liu fue artista invitado en las series web Pretty Man y Hi, I'm Saori, respectivamente. En 2019, protagonizará la serie Young Blood Agency.

## Filmografía

### Series web
| Año  | Título                | Papel              | Notas      |
| ---- | --------------------- | ------------------ | ---------- |
| 2017 | Painting Heart Expert | Tie Pi A San       | Secundario |
| 2017 | Soul Stitcher         | -                  |            |
| 2017 | Men with Sword 2      | Zi Yu              | Secundario |
| 2018 | Pretty Man            | Compañero de clase | Invitado   |
| 2018 | Hi, I'm Saori         | Huang Zheng        | Invitado   |
| 2019 | Young Blood Agency    | Tong Qiu Bai       | Principal  |